# Olympique Marsylia
Olympique Marsylia (fr. Olympique de Marseille) – francuski klub piłkarski z siedzibą w Marsylii, założony 31 sierpnia 1899, występujący w Ligue 1 i zajmujący 1. miejsce w tabeli wszech czasów tej ligi. Jeden z najbardziej utytułowanych francuskich zespołów piłkarskich: 9-krotny mistrz kraju, 10-krotny zdobywca Pucharu Francji, 3-krotny triumfator Pucharu Ligi i 3-krotny zwycięzca Superpucharu Francji. Zdobywca Ligi Mistrzów (1992/93) i Pucharu Intertoto (2005). Od 1937 r. domowe mecze rozgrywa na Stade Vélodrome. Dewizą (lub mottem) klubu z Marsylii jest Droit au But (pol. Prosto do celu).

## Historia
Olympique Marsylia został oficjalnie założony przez René Dufaure’a de Montmirail, na mocy dekretu prefektury departamentu Delta Rodanu z 31 sierpnia 1899, w wyniku połączenia się klubu piłkarskiego Football Club de Marseille (utworzonego w 1897 r.) z klubem szermierczym L’Épée. Istnieją jednak źródła potwierdzające funkcjonowanie wielosekcyjnego klubu Olympique de Marseille już w 1892 r., założonego w związku z planami zorganizowania I Letnich Igrzysk Olimpijskich w 1896 r.
W sezonie 1992/93 Olympique Marsylia – jako pierwsza francuska drużyna klubowa – wygrała piłkarską Ligę Mistrzów (po zwycięstwie 1:0 nad A.C. Milan). Do 2025 roku była to jedyna drużyna z tego kraju, która wygrała te rozgrywki (w sezonie 2024/2025 po triumf sięgnęło PSG).
28 lutego 2007 kanadyjski biznesmen Jack Kachkar złożył propozycję kupna klubu, jednak jego gwarancje finansowe zostały uznane za sfałszowane i do transakcji wartej ponad 150 milionów euro nie doszło.
17 października 2016 amerykański biznesmen Frank McCourt (były prezes amerykańskiej drużyny baseballowej Los Angeles Dodgers) zakupił klub za kwotę 45 milionów euro.

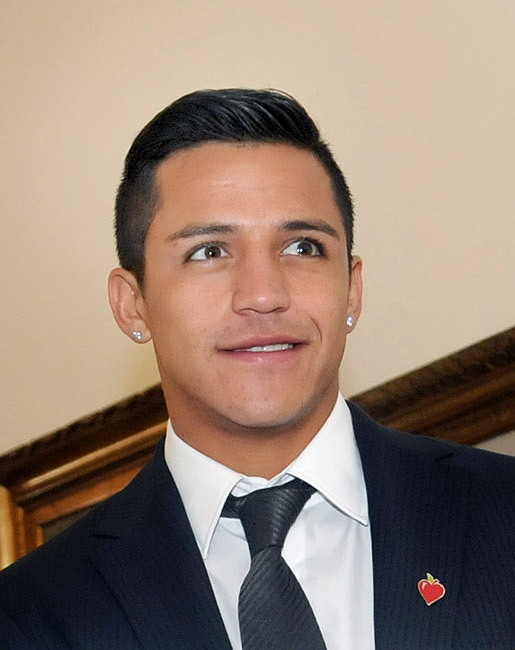
Alexis Sánchez (2011) – zawodnik OM

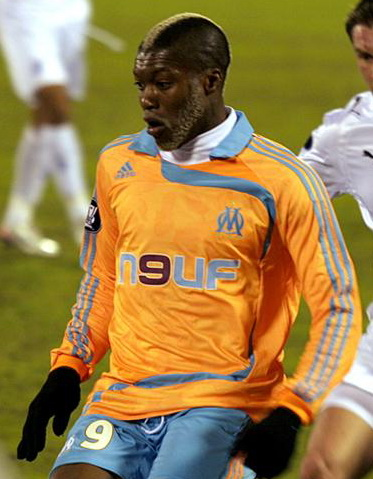
Djibril Cissé (2008) – zawodnik OM w latach 2006–2009

W sierpniu 2022 roku do Marsylii przybył chilijski gwiazdor Alexis Sánchez.

## Historia herbu klubowego

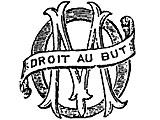
1899–1935
1935–1972
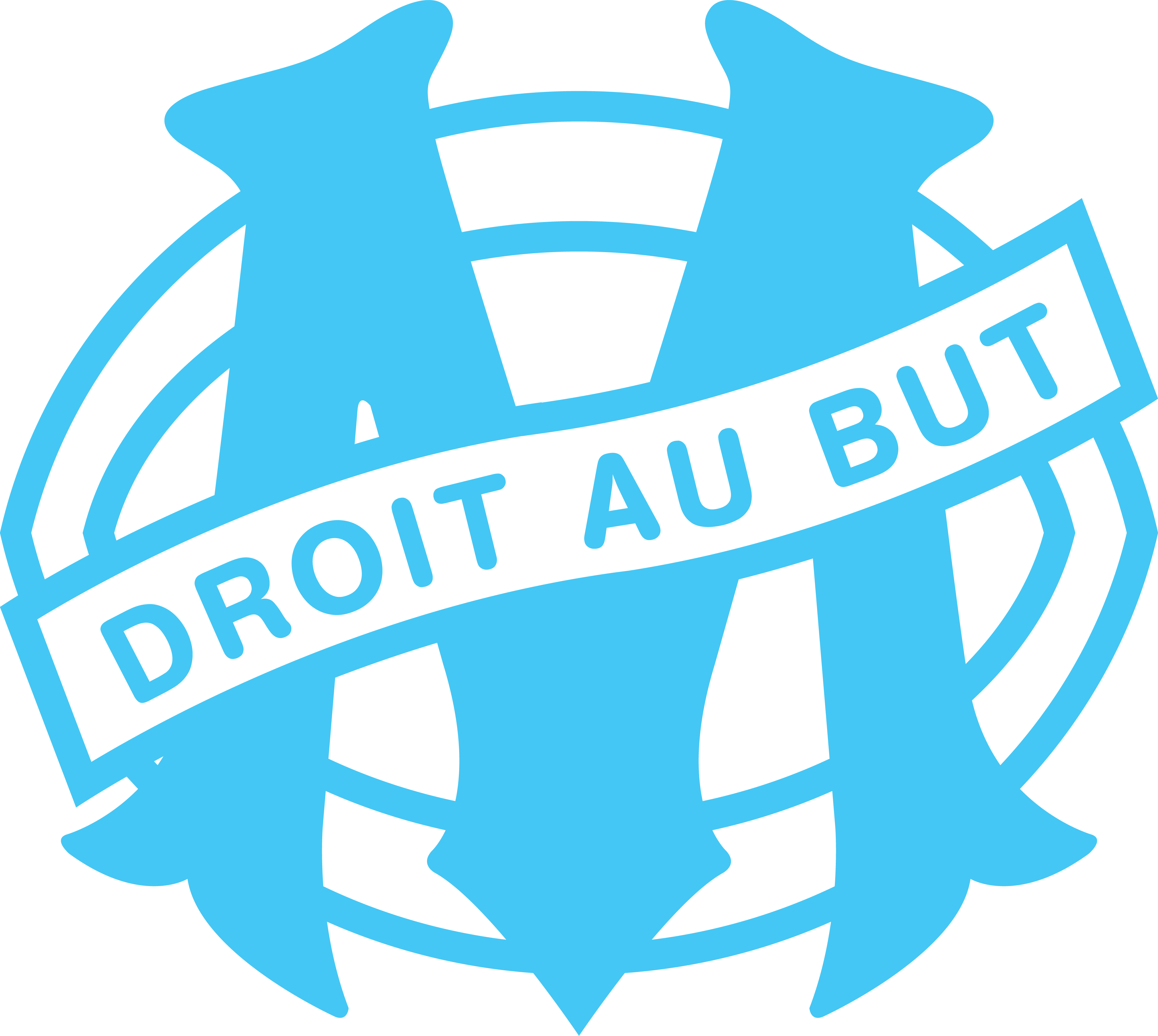
1986–1990
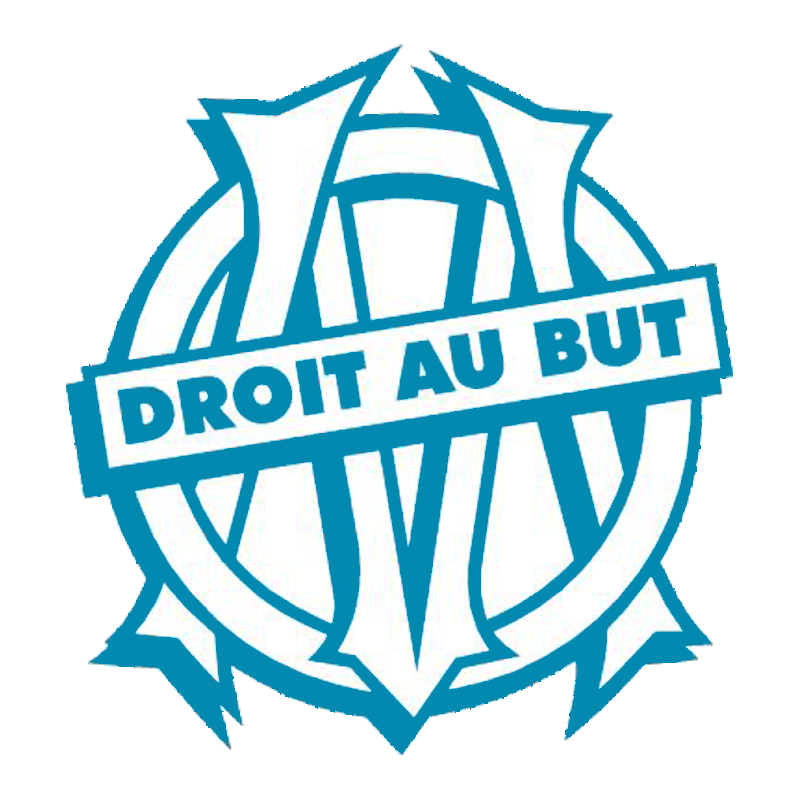
1993–1998
od 2004

## Sukcesy

### Trofea międzynarodowe
| \| \| Zdobyte trofea w rozgrywkach międzynarodowych (stan na: 30 czerwca 2021) \| |                                                                          |      |                                  |
| Rozgrywki                                                                         | Osiągnięcie                                                              | Razy | Sezon(y)                         |
| · Liga Mistrzów · (Puchar Europy)                                                 | zdobywca                                                                 | 1    | 1993                             |
| · Liga Mistrzów · (Puchar Europy)                                                 | finalista                                                                | 1    | 1991                             |
| · Liga Europy · (Puchar UEFA)                                                     | zdobywca                                                                 | 0    |                                  |
| · Liga Europy · (Puchar UEFA)                                                     | finalista                                                                | 3    | 1999, 2004, 2018                 |
| · Puchar Zdobywców                                                                | zdobywca                                                                 | 0    |                                  |
| · Puchar Zdobywców                                                                | finalista                                                                | 0    |                                  |
| · Puchar Zdobywców                                                                | półfinalista                                                             | 1    | 1988                             |
| · Superpuchar UEFA                                                                | zdobywca                                                                 | 0    |                                  |
| · Superpuchar UEFA                                                                | finalista                                                                | 0    |                                  |
| · Puchar Intertoto                                                                | zdobywca                                                                 | 3    | 1971 (grupa), 2005, 2006 (grupa) |
| · Puchar Intertoto                                                                | finalista                                                                | 0    |                                  |
| · Puchar Miast Targowych                                                          | zdobywca                                                                 | 0    |                                  |
| · Puchar Miast Targowych                                                          | finalista                                                                | 0    |                                  |
| FIFA                                                                              | Zdobyte trofea w rozgrywkach międzynarodowych (stan na: 30 czerwca 2021) |      |                                  |

### Trofea krajowe
| \| \| Zdobyte trofea w rozgrywkach Francji (stan na: 18 maja 2025) \| |                                                              |      |                                                                                    |
| Rozgrywki                                                             | Osiągnięcie                                                  | Razy | Sezon(y)                                                                           |
| · Mistrzostwo                                                         | I miejsce                                                    | 9*   | 1937, 1948, 1971, 1972, 1989, 1990, 1991, 1992, 2010                               |
| · Mistrzostwo                                                         | II miejsce                                                   | 14   | 1938, 1939, 1970, 1975, 1987, 1994, 1999, 2007, 2009, 2011, 2013, 2020, 2022, 2025 |
| · Mistrzostwo                                                         | III miejsce                                                  | 5    | 1934, 1949, 1973, 2003, 2008                                                       |
| · Puchar                                                              | zdobywca                                                     | 10   | 1924, 1926, 1927, 1935, 1938, 1943, 1969, 1972, 1976, 1989                         |
| · Puchar                                                              | finalista                                                    | 9    | 1934, 1940, 1954, 1986, 1987, 1991, 2006, 2007, 2016                               |
| Superpuchar                                                           | zdobywca                                                     | 3    | 1971, 2010, 2011                                                                   |
| Superpuchar                                                           | finalista                                                    | 3    | 1969, 1972, 2020                                                                   |
| · Puchar Ligi                                                         | zdobywca                                                     | 3    | 2010, 2011, 2012                                                                   |
| · Puchar Ligi                                                         | finalista                                                    | 0    |                                                                                    |
| · II liga                                                             | I miejsce                                                    | 1    | 1995                                                                               |
| · II liga                                                             | II miejsce                                                   | 3    | 1966, 1984, 1996                                                                   |
| · II liga                                                             | III miejsce                                                  | 1    | 1982                                                                               |
| Francja                                                               | Zdobyte trofea w rozgrywkach Francji (stan na: 18 maja 2025) |      |                                                                                    |

- Championnat de France USFSA (D1):
  - wicemistrz (1x): 1919

- Championnat de France Amateurs (D1):
  - mistrz (1x): 1929

* Tytuł mistrza Francji wywalczony w sezonie 1992/93 został odebrany na skutek udowodnienia korupcji względem piłkarzy Valenciennes FC. Dodatkową sankcją była karna degradacja o jedną klasę rozgrywkową (do Division 2).

### Inne trofea
- Coupe Charles Drago:
  - zdobywca (1x): 1957

- Championnat DH Sud-Est:
  - mistrz (4x): 1927, 1929, 1930, 1931
  - wicemistrz (5x): 1921, 1922, 1924, 1925, 1926
  - 3 miejsce (2x): 1920, 1928

- Championnat du Littoral USFSA:
  - mistrz (7x): 1903, 1904, 1905, 1906, 1907, 1908, 1919
  - wicemistrz (6x): 1909, 1910, 1911, 1912, 1913, 1914

- Coupe de Provence:
  - zdobywca (4x): 1924, 1930, 1931, 1932

- Tournoi d'Auxerre:
  - zdobywca (1x): 1988

- Tournoi de Marseille:
  - zdobywca (1x): 1990

- Tournoi de Paris:
  - zdobywca (1x): 1991

- Coupe de la Méditerranée:
  - zdobywca (1x): 1995

- Coupe des rois de Genève:
  - zdobywca (1x): 2000

- Défi celte TV Breizh:
  - zdobywca (1x): 2001

- Trofeo Ciutat de Barcelona:
  - zdobywca (1x): 2005

- Challenge Michel Moretti:
  - zdobywca (1x): 2008
  - finalista (1x): 2010

- Trophée Robert Louis-Dreyfus:
  - zdobywca (1x): 2010

### Sztab szkoleniowy i medyczny w sezonie 2022/23

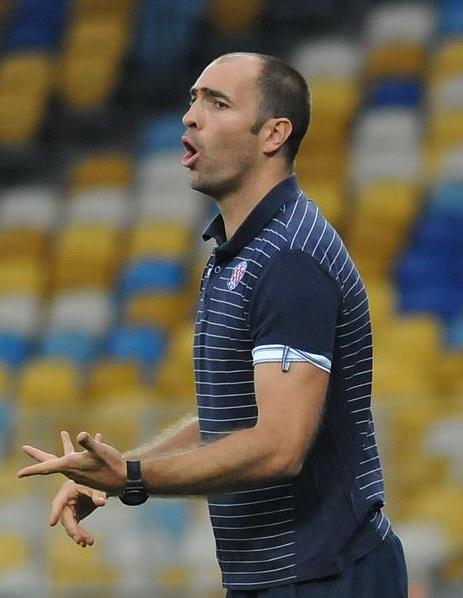
Igor Tudor – obecny szkoleniowiec OM

## Władze klubu
Obecne władze klubu:
| Funkcja                   | Imię i nazwisko      |
| ------------------------- | -------------------- |
| Właściciel                | Frank McCourt        |
| Większościowy udziałowiec | Frank McCourt        |
| Prezydent                 | Pablo Longoria       |
| Członek zarządu           | Jacques-Henri Eyraud |
| Dyrektor generalny        | Mathieu Louis-Jean   |
| Dyrektor sportowy         | Javier Ribalta       |
| Dyrektor sportowy         | Marco Otero          |

## Sztab szkoleniowy

### Sztab szkoleniowy i medyczny w sezonie 2022/23[3]
| Funkcja                 | Imię i nazwisko       |
| ----------------------- | --------------------- |
| Trener                  | Igor Tudor            |
| Asystent trenera        | Hari Vukas            |
| Analityk wideo          | Giuseppe Maiuiri      |
| Trener bramkarzy        | Jon Pascua            |
| Trener wydajności       | Carlo Spignoli        |
| Trener wydajności       | Mario Rotondale       |
| Trener wydajności       | Gilles Maramaud       |
| Lekarz naczelny         | Abdou Sbihi           |
| Lekarz                  | Jean-Baptiste Grisoli |
| Asystent lekarza        | Mathias Giustiniani   |
| Specjalista od żywienia | Muriel Espinosa       |
| Osteopata               | Gilles Davin          |
| Podiatra                | Jean-Luc Guer         |
| Fizjoterapeuta          | Pierre Vespignani     |
| Fizjoterapeuta          | Stéphane Ré           |
| Fizjoterapeuta          | Yannick Dyduch        |
| Fizjoterapeuta          | Youssef Rahou         |
| Fizjoterapeuta          | Maxime Matton         |

## Trenerzy
| Lp. | Imię i nazwisko    | Okres urzędowania | Okres urzędowania |
| --- | ------------------ | ----------------- | ----------------- |
| 1.  | Peter Farmer       | 1923              | 1925              |
| 2.  | Victor Gibson      | 1925              | 1929              |
| 3.  | Gilles Tanguy      | 1929              | 1932              |
| 4.  | Charlie Bell       | 1932              | 1933              |
| 5.  | Vincent Diettrich  | 1933              | 1935              |
| 6.  | Joszef Eisenhoffer | 1935              | 1938              |
| 7.  | Willy Kohut        | 1938              | 1938              |
| 8.  | Henry Conchy       | 1938              | 1938              |
| 9.  | André Gascard      | 1938              | 1939              |
| 10. | Joszef Eisenhoffer | 1939              | 1941              |
| 11. | André Gascard      | 1941              | 1942              |
| 12. | Paul Seitz         | 1942              | 1942              |
| 13. | André Blanc        | 1942              | 1943              |
| 14. | Joseph Gonzales    | 1943              | 1943              |
| 15. | Laurent Henric     | 1943              | 1944              |
| 16. | Joseph Gonzales    | 1944              | 1944              |
| 17. | Paul Wartel        | 1944              | 1947              |
| 18. | Giuseppe Zilizzi   | 1948              | 1949              |
| 19. | Auguste Jordan     | 1949              | 1950              |
| 20. | Henri Roessler     | 1950              | 1954              |
| 21. | Roger Rolhion      | 1954              | 1956              |
| 22. | Jean Robin         | 1956              | 1958              |
| 23. | Giuseppe Zilizzi   | 1958              | 1958              |
| 24. | Louis Maurer       | 1958              | 1959              |
| 25. | Lucien Troupel     | 1959              | 1962              |
| 26. | Otto Glória        | 1962              | 1962              |
| 27. | Armand Penverne    | 1962              | 1962              |
| 28. | Luis Miro          | 1962              | 1963              |
| 29. | Jean Robin         | 1963              | 1964              |
| 30. | Mario Zatelli      | 1964              | 1966              |
| 31. | Robert Domergue    | 1966              | 1968              |
| 32. | Jean Djorkaeff     | 1968              | 1968              |
| 33. | Mario Zatelli      | 1968              | 1970              |
| 34. | Lucien Leduc       | 1971              | 1972              |
| 35. | Mario Zatelli      | 1972              | 1972              |
| 36. | Kurt Linder        | 1972              | 1973              |
| 37. | Mario Zatelli      | 1973              | 1973              |
| 38. | Joseph Bonnel      | 1973              | 1973              |
| 39. | Fernando Riera     | 1973              | 1974              |
| 40. | Jules Zvunka       | 1974              | 1976              |
| 41. | José Arribas       | 1976              | 1977              |
| 42. | Jules Zvunka       | 1977              | 1977              |
| 43. | Ivan Markovic      | 1977              | 1978              |
| 44. | Jules Zvunka       | 1978              | 1980              |
| 45. | Jean Robin         | 1980              | 1980              |

| Lp. | Imię i nazwisko                | Okres urzędowania | Okres urzędowania |
| --- | ------------------------------ | ----------------- | ----------------- |
| 46. | Albert Batteux                 | 1980              | 1981              |
| 47. | Roland Gransart                | 1981              | 1984              |
| 48. | Pierre Cahuzac                 | 1984              | 1985              |
| 49. | Žarko Olarević                 | 1985              | 1986              |
| 50. | Gérard Banide                  | 1986              | 1988              |
| 51. | Gérard Gili                    | 1988              | 1990              |
| 52. | Franz Beckenbauer              | 1990              | 1990              |
| 53. | Raymond Goethals               | 1991              | 1991              |
| 54. | Tomislav Ivić                  | 1991              | 1991              |
| 55. | Raymond Goethals               | 1991              | 1992              |
| 56. | Jean Fernandez                 | 1992              | 1992              |
| 57. | Raymond Goethals               | 1992              | 1993              |
| 58. | Marc Bourrier                  | 1993              | 1994              |
| 59. | Gérard Gili                    | 1994              | 1994              |
| 60. | Henri Stambouli                | 1994              | 1995              |
| 61. | Gérard Gili                    | 1995              | 1997              |
| 62. | Rolland Courbis                | 1997              | 1999              |
| 63. | Bernard Casoni                 | 1999              | 2000              |
| 64. | Abel Braga                     | 2000              | 2000              |
| 65. | Albert Emon Christophe Galtier | 2000              | 2000              |
| 66. | Javier Clemente                | 2000              | 2001              |
| 67. | Tomislav Ivić                  | 2001              | 2001              |
| 68. | José Anigo                     | 2001              | 2001              |
| 69. | Josip Skoblar Marc Lévy        | 2001              | 2001              |
| 70. | Albert Emon                    | 2001              | 2001              |
| 71. | Tomislav Ivić                  | 2001              | 2001              |
| 72. | Albert Emon                    | 2001              | 2002              |
| 73. | Alain Perrin                   | 2002              | 2004              |
| 74. | José Anigo                     | 2004              | 2004              |
| 75. | Albert Emon                    | 2004              | 2004              |
| 76. | Philippe Troussier             | 2004              | 2005              |
| 77. | Jean Fernandez                 | 2005              | 2006              |
| 78. | Albert Emon                    | 2006              | 2007              |
| 79. | Eric Gerets                    | 2007              | 2009              |
| 80. | Didier Deschamps               | 2009              | 2012              |
| 81. | Élie Baup                      | 2012              | 2013              |
| 82. | José Anigo                     | 2013              | 2014              |
| 83. | Marcelo Bielsa                 | 2014              | 2015              |
| 84. | Míchel                         | 2015              | 2016              |
| 85. | Franck Passi                   | 2016              | 2016              |
| 86. | Rudi Garcia                    | 2016              | 2019              |
| 87. | André Villas-Boas              | 2019              | 2021              |
| 88. | Jorge Sampaoli                 | 2021              | 2022              |
| 89. | Igor Tudor                     | 2022              | 2023              |
| 90. | Marcelino García Toral         | 2023              | 2023              |
| 91. | Gennaro Gattuso                | 2023              |                   |

## Prezesi
| Lp. | Imię i nazwisko            | Okres urzędowania | Okres urzędowania |
| --- | -------------------------- | ----------------- | ----------------- |
| 1.  | René Dufaure de Montmirail | 1899              | 1902              |
| 2.  | Arnold Bideleux            | 1902              | 1905              |
| 3.  | Gabriel Dard               | 1905              | 1908              |
| 4.  | Arnold Bideleux            | 1908              | 1909              |
| 5.  | Paul Le Cesne              | 1909              | 1921              |
| 6.  | Marino Dallaporta          | 1921              | 1924              |
| 7.  | Gabriel Dard               | 1924              | 1935              |
| 8.  | Henri Raynaud              | 1935              | 1938              |
| 9.  | Gabriel Dard               | 1938              | 1938              |
| 10. | Marcel Constant            | 1939              | 1945              |
| 11. | Pierre Robin               | 1945              | 1945              |
| 12. | Louis-Bernard Dancausse    | 1945              | 1951              |
| 13. | Marcel Constant            | 1951              | 1954              |
| 14. | Louis Aillaud              | 1954              | 1956              |
| 15. | Saby Zaraya                | 1956              | 1963              |
| 16. | Jean-Marie Luciani         | 1963              | 1965              |
| 17. | Marcel Leclerc             | 1965              | 1972              |
| 18. | René Gallian               | 1972              | 1974              |
| 19. | Fernand Méric              | 1974              | 1977              |
| 20. | Norbert d’Agostino         | 1977              | 1978              |
| 21. | René Gallian               | 1978              | 1980              |

| Lp. | Imię i nazwisko                         | Okres urzędowania | Okres urzędowania |
| --- | --------------------------------------- | ----------------- | ----------------- |
| 22. | Christian Carlini                       | 1980              | 1980              |
| 23. | Hamlet Setta                            | 1981              | 1981              |
| 24. | Jean Carrieu                            | 1981              | 1986              |
| 25. | Bernard Tapie                           | 1986              | 1994              |
| 26. | Pierre Cangioni                         | 1994              | 1995              |
| 27. | Bernard Caïazzo                         | 1995              | 1995              |
| 28. | Jean-Michel Ripa                        | 1995              | 1995              |
| 29. | Jean-Claude Gaudin                      | 1995              | 1995              |
| 30. | Jean-Claude Gaudin Jean-Michel Roussier | 1995              | 1996              |
| 31. | Robert Louis-Dreyfus                    | 1996              | 1999              |
| 32. | Yves Marchand                           | 1999              | 2000              |
| 33. | Robert Louis-Dreyfus                    | 2000              | 2002              |
| 34. | Christophe Bouchet                      | 2002              | 2005              |
| 35. | Pape Diouf                              | 2005              | 2009              |
| 36. | Jean-Claude Dassier                     | 2009              | 2011              |
| 37. | Vincent Labrune                         | 2011              | 2016              |
| 38. | Giovanni Ciccolunghi                    | 2016              | 2016              |
| 39. | Jacques-Henri Eyraud                    | 2016              | 2021              |
| 40. | Pablo Longoria                          | 2021              | Obecnie           |

## Obecny skład
Aktualny na 4 lutego 2025
| Nr | Poz. | Piłkarz                                         |
| -- | ---- | ----------------------------------------------- |
| 1  | BR   | Gerónimo Rulli                                  |
| 3  | OB   | Quentin Merlin                                  |
| 4  | OB   | Luiz Felipe Ramos Marchi                        |
| 5  | OB   | Leonardo Balerdi                                |
| 6  | OB   | Ulisses Garcia                                  |
| 7  | PO   | Valentín Carboni (wypożyczony z Inter Mediolan) |
| 8  | NA   | Neal Maupay (wypożyczony z Everton F.C.)        |
| 9  | NA   | Amine Gouiri                                    |
| 10 | NA   | Mason Greenwood                                 |
| 11 | PO   | Amine Harit                                     |
| 12 | BR   | Jeffrey de Lange                                |
| 13 | OB   | Derek Cornelius                                 |
| 14 | NA   | Faris Moumbagna                                 |
| 17 | NA   | Jonathan Rowe (wypożyczony z Norwich City F.C.) |

| Nr | Poz. | Piłkarz                                                      |
| -- | ---- | ------------------------------------------------------------ |
| 19 | PO   | Geoffrey Kondogbia                                           |
| 20 | OB   | Lilian Brassier (wypożyczony z Stade Brestois 29)            |
| 21 | PO   | Valentin Rongier                                             |
| 23 | PO   | Pierre-Emile Højbjerg (wypożyczony z Tottenham Hotspur F.C.) |
| 25 | PO   | Adrien Rabiot                                                |
| 26 | PO   | Bilal Nadir                                                  |
| 29 | OB   | Pol Lirola                                                   |
| 36 | BR   | Rubén Blanco                                                 |
| 37 | PO   | Emran Soglo                                                  |
| 44 | NA   | Luis Henrique                                                |
| 48 | NA   | Keyliane Abdallah                                            |
| 62 | OB   | Michael Amir Murillo                                         |
| 77 | OB   | Amar Dedić (wypożyczony z Red Bull Salzburg)                 |
| 99 | OB   | Chancel Mbemba                                               |
|    | PO   | Ismaël Bennacer (wypożyczony z A.C. Milan)                   |

### Wypożyczeni
| Nr | Poz. | Piłkarz                                                     |
| -- | ---- | ----------------------------------------------------------- |
|    | BR   | Simon Ngapandouetnbu (w Nîmes Olympique do 30 czerwca 2025) |
|    | BR   | Pau López (w Girona FC do 30 czerwca 2025)                  |
|    | BR   | Bamo Meïté (w Montpellier HSC do 30 czerwca 2025)           |
|    | OB   | Samuel Gigot (w S.S. Lazio do 30 czerwca 2025)              |

| Nr | Poz. | Piłkarz                                                 |
| -- | ---- | ------------------------------------------------------- |
|    | PO   | Ismaël Koné (w Stade Rennais do 30 czerwca 2025)        |
|    | PO   | François Mughe (w GS Kallithea do 30 czerwca 2025)      |
|    | PO   | Azzedine Ounahi (w Panathinaikos AO do 30 czerwca 2025) |

## Sponsorzy i partnerzy

### Sponsorzy i partnerzy w sezonie 2022/23[5]
| Przedsiębiorstwo             | Funkcja                     |
| ---------------------------- | --------------------------- |
| Puma                         | Partner techniczny i główny |
| Orange                       | Partner Premium             |
| ParionsSport                 | Partner Premium             |
| boulanger                    | Partner Premium             |
| Caisse d’Épargne Rhône Alpes | Partner Premium             |
| randstad                     | Partner Premium             |
| CMA CGM                      | Partner Główny              |
| soare                        | Oficjalny partner           |
| EA Sports                    | Oficjalny partner           |
| Uber Eats                    | Oficjalny partner           |
| InterSport                   | Oficjalny partner           |
| Coca-Cola                    | Oficjalny partner           |
| StatSports                   | Oficjalny partner           |
| ONET                         | Oficjalny partner           |
| FAN4ALL                      | Oficjalny partner           |
| MONI                         | Oficjalny partner           |

## Kibice
Olympique Marsylia cieszy się sporym zainteresowaniem ze strony ludzi ze świata muzyki, filmów, polityki itp., m.in. kibicami OM są Emmanuel Macron, L'Algérino, Soprano, JUL (raper), Naps (raper) i wielu innych.

## Piłkarze w historii

### Królowie strzelców

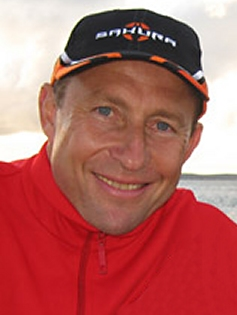
Jean-Pierre Papin – legenda OM, 5-krotny król strzelców w barwach OM. Zdobył Złotą Piłkę występując w Olympique Marsylii (jedyny zdobywca Ballon d’Or z OM).

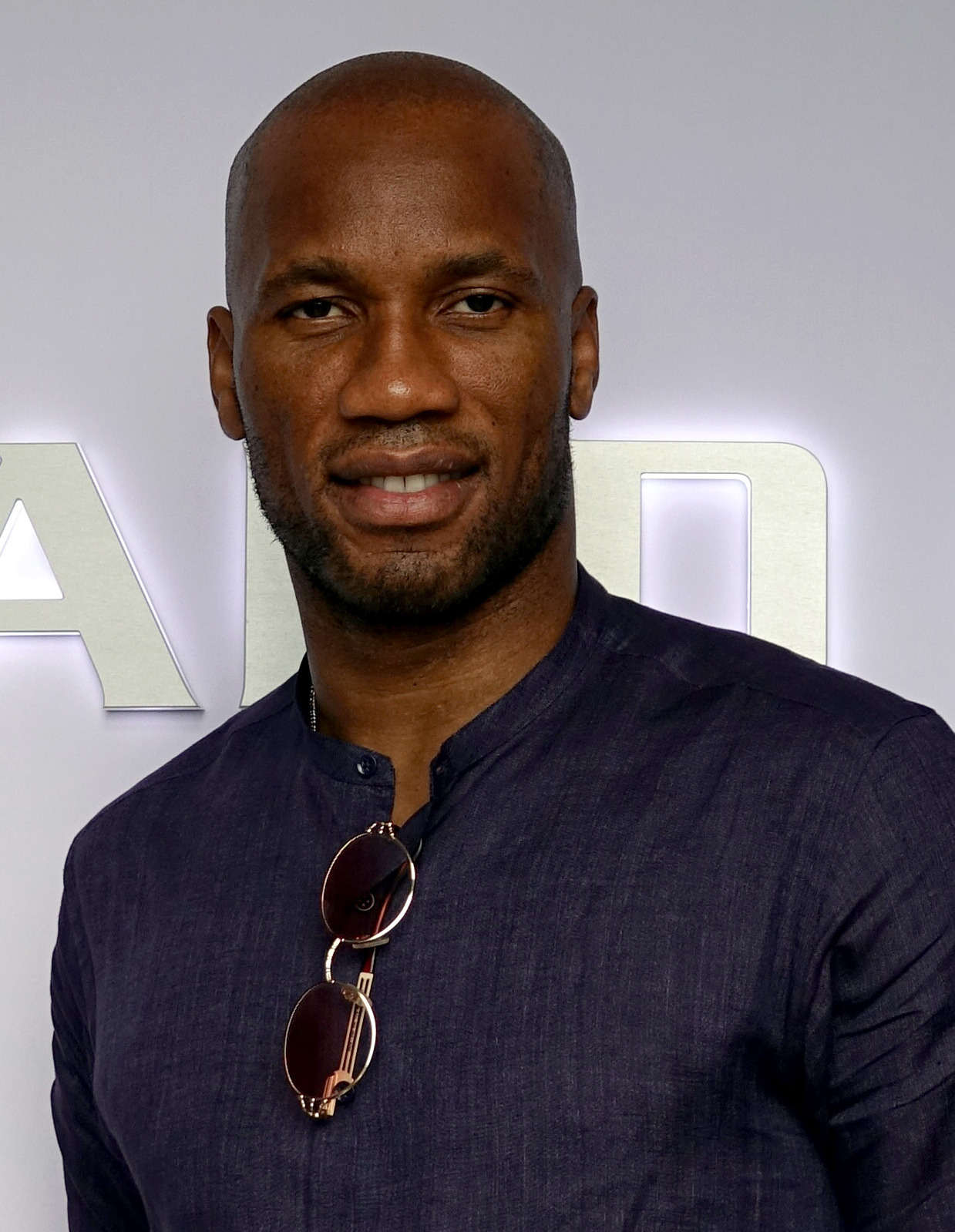
Didier Drogba (2019) – zawodnik OM w sezonie 2003/04

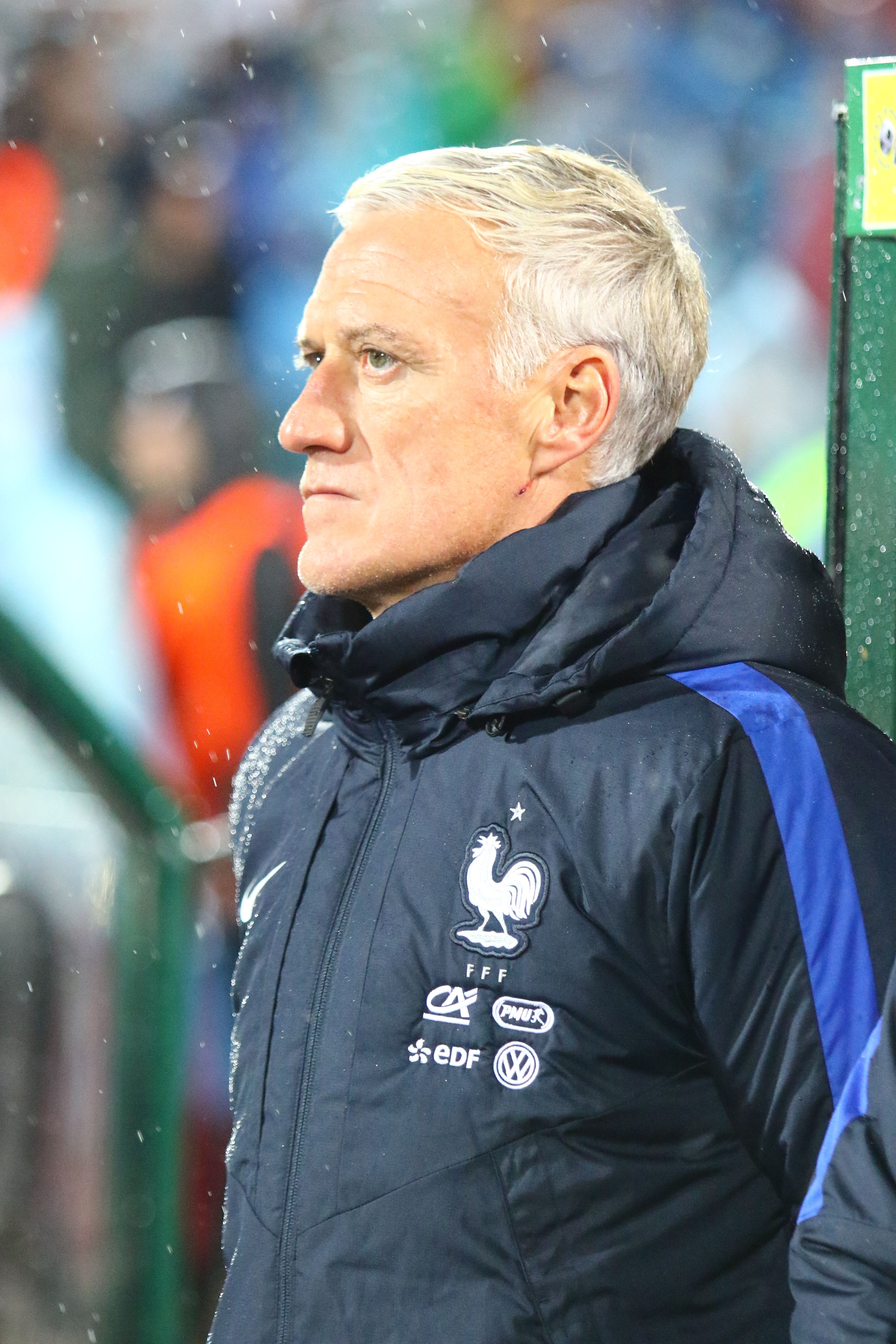
Didier Deschamps – wielce zasłużony zawodnik OM grający w latach 1989–1994, jak i później także jej trener w latach 2009–2012

Królowie strzelców ligi francuskiej występujący w barwach OM.

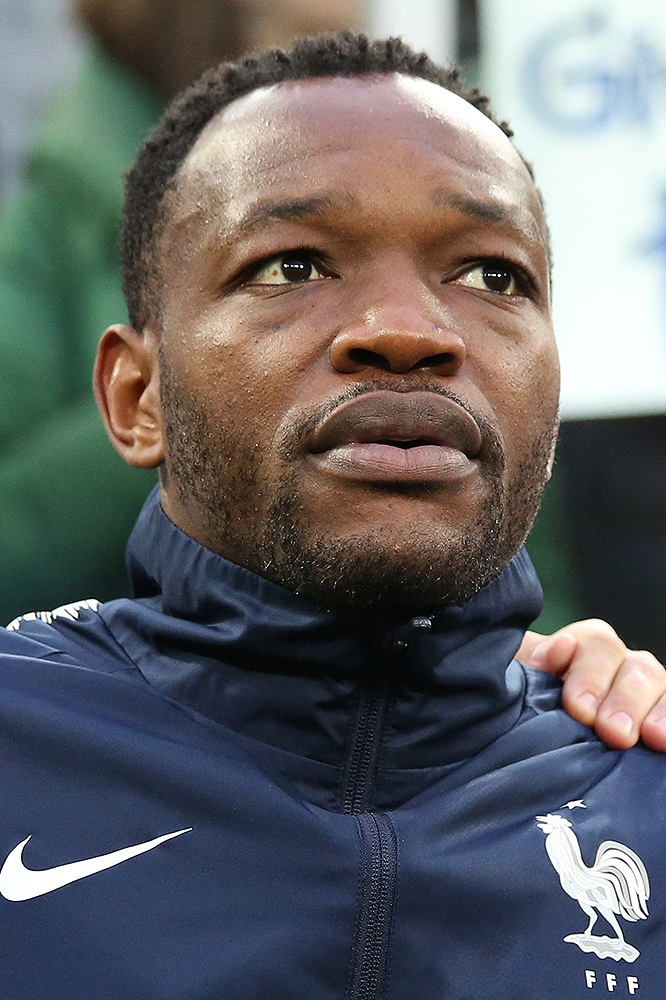
Steve Mandanda (2018) – legenda i najdłużej grający piłkarz w historii OM

| Zawodnik          | Bramki | Sezon   |
| ----------------- | ------ | ------- |
| Gunnar Andersson  | 28     | 1951/52 |
| Gunnar Andersson  | 35     | 1952/53 |
| Josip Skoblar     | 44     | 1970/71 |
| Josip Skoblar     | 30     | 1971/72 |
| Josip Skoblar     | 26     | 1972/73 |
| Jean-Pierre Papin | 19     | 1987/88 |
| Jean-Pierre Papin | 22     | 1988/89 |
| Jean-Pierre Papin | 30     | 1989/90 |
| Jean-Pierre Papin | 23     | 1990/91 |
| Jean-Pierre Papin | 27     | 1991/92 |
| Alen Bokšić       | 23     | 1992/93 |
| Mamadou Niang     | 18     | 2009/10 |

| Nr. | Zawodnik          | Mecze | Gole | Okres                           |
| --- | ----------------- | ----- | ---- | ------------------------------- |
| 1   | Gunnar Andersson  | 250   | 194  | 1950-1958                       |
| 2   | Jean-Pierre Papin | 275   | 182  | 2005-2010                       |
| 3   | Josip Skoblar     | 211   | 176  | 1966-1967, 1969-1975            |
| 4   | Jean Boyer        | 182   | 170  | 1923-1935                       |
| 5   | Emmanuel Aznar    | 204   | 149  | 1936-1949, 1951-1952            |
| 6   | Joseph Alcazar    | 194   | 140  | 1927-1936, 1941-1942            |
| 7   | Joseph Yegba Maya | 236   | 113  | 1962-1970                       |
| 8   | Georges Dard      | 328   | 107  | 1936-1937, 1938-1948, 1949-1954 |
| 9   | Mamadou Niang     | 227   | 100  | 2005-2010                       |
| 10  | Mario Zatelli     | 148   | 100  | 1935-1938, 1943-1944, 1945-1948 |

| Nr. | Zawodnik         | Mecze | Gole | Okres                           |
| --- | ---------------- | ----- | ---- | ------------------------------- |
| 1   | Steve Mandanda   | 613   | 0    | 2007-2016, 2017-2022            |
| 2   | Roger Scotti     | 452   | 66   | 1942-1958                       |
| 3   | François Bracci  | 343   | 15   | 1968-1979, 1983-1985            |
| 4   | Jean Bastien     | 338   | 12   | 1935-1938, 1939-1940, 1941-1949 |
| 5   | Mathieu Valbuena | 331   | 38   | 2006-2014                       |
| 6   | Georges Dard     | 328   | 107  | 1936-1937, 1938-1948, 1949-1954 |
| 7   | Jean-Paul Escale | 326   | 0    | 1960-1971                       |
| 8   | Dimitri Payet    | 326   | 78   | 2013-2015, 2017-2023            |
| 9   | Benoît Cheyrou   | 306   | 28   | 2007-2014                       |
| 10  | Marius Trésor    | 298   | 12   | 1972-1980                       |

| Nr. | Zawodnik            | Sezon   | Poprzedni klub        | Kwota odstępnego  |
| --- | ------------------- | ------- | --------------------- | ----------------- |
| 1   | Vitinha             | 2022/23 | SC Braga              | 32 miliona euro   |
| 2   | Dimitri Payet       | 2016/17 | West Ham United       | 29,3 miliona euro |
| 3   | Kevin Strootman     | 2018/19 | AS Roma               | 25 milionów euro  |
| 4   | Renan Lodi          | 2023/24 | Atlético Madryt       | 20.6 miliona euro |
| 5   | Gerson              | 2021/22 | Flamengo              | 20 milionów euro  |
| 6   | Lucho González      | 2009/10 | FC Porto              | 19 milionów euro  |
| 7   | Duje Ćaleta-Car     | 2018/19 | RB Lipsk              | 19 milionów euro  |
| 8   | Iliman Ndiaye       | 2023/24 | Sheffield United F.C. | 17 miliona euro   |
| 9   | André-Pierre Gignac | 2010/11 | Toulouse FC           | 16 milionów euro  |
| 10  | Loïc Rémy           | 2010/11 | OGC Nice              | 15,5 miliona euro |

| Nr. | Zawodnik         | Sezon   | Nowy klub        | Kwota odstępnego    |
| --- | ---------------- | ------- | ---------------- | ------------------- |
| 1   | Michy Batshuayi  | 2016/17 | Chelsea          | 39 milionów euro    |
| 2   | Didier Drogba    | 2004/05 | Chelsea          | 38, 5 miliona euro  |
| 3   | Franck Ribéry    | 2007/08 | Bayern Monachium | 30 milionów euro    |
| 4   | Frank Anguissa   | 2018/19 | Fulham           | 24, 85 miliona euro |
| 5   | Renan Lodi       | 2023/24 | Al-Hilal         | 23 miliona euro     |
| 6   | Giannelli Imbula | 2015/16 | FC Porto         | 20 milionów euro    |
| 7   | Florian Thauvin  | 2015/16 | Newcastle United | 18, 35 miliona euro |
| 8   | Samir Nasri      | 2008/09 | Arsenal          | 16 milionów euro    |
| 9   | Morgan Sanson    | 2020/21 | Aston Villa      | 15, 8 miliona euro  |
| 10  | Dimitri Payet    | 2015/16 | West Ham United  | 15 milionów euro    |

## Popularność i zainteresowanie mediów
Portale społecznościowe OM (aktualne na dzień 13.12.2022 r.)
| Rejestracja   | Sieć społeczna | Główne konto             | Liczba abonentów |
| ------------- | -------------- | ------------------------ | ---------------- |
| kwiecień 2010 | Facebook       | „Olympique de Marseille” | 7 240 000        |
| maj 2009      | Twitter        | „@OM_Officiel”           | 4 200 000        |
| kwiecień 2012 | Instagram      | „olympiquedemarseille”   | 2 600 000        |
| grudzień 2018 | TikTok         | „om”                     | 2 100 000        |
| listopad 2005 | YouTube        | „OM”                     | 537 000          |
| 2016          | Snapchat       | „Olympique de Marseille” | 296 000          |
| 2016          | Twitch         | „OMofficial”             | 211 000          |
| Łącznie       | Łącznie        | Łącznie                  | 17 184 000       |